# Calhan (Gers)
Calhan (en francès Callian) és un municipi francès situat al departament del Gers i a la regió d'Occitània.

## Geografia

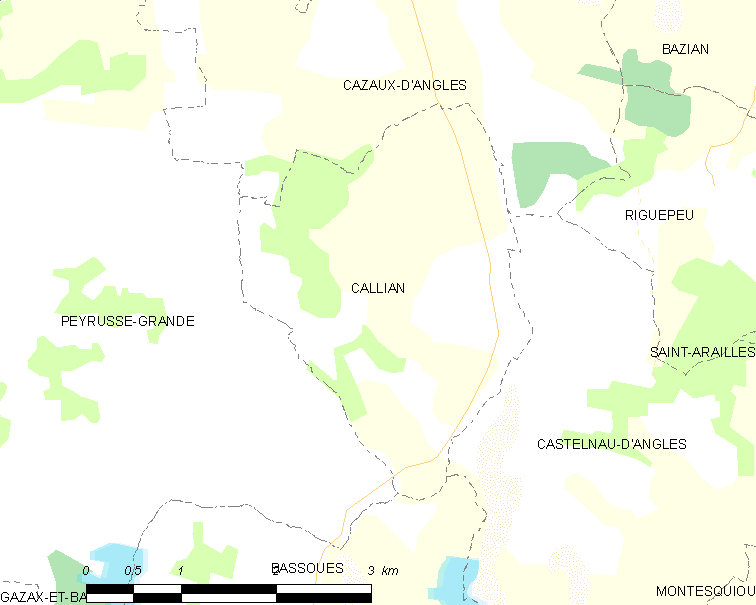
Mapa de la comuna de Calhan

## Administració
| Període | Identitat       | Partit        |
| ------- | --------------- | ------------- |
| 2001-   | Dominique Mazet | Divers droite |

## Demografia
| 1962                                       | 1968 | 1975 | 1982 | 1990 | 1999 | 2006 |
| ------------------------------------------ | ---- | ---- | ---- | ---- | ---- | ---- |
| 91                                         | 78   | 67   | 60   | 59   | 50   | 51   |
| Des de 1962: població sense dobles comptes |      |      |      |      |      |      |